# Lourenço de Lima
Lourenço José Xavier de Lima (Lisboa, 15 de maio de 1767 — , 11 de janeiro de 1839) foi um nobre e político português, tendo sido o primeiro Conde de Mafra. Foi embaixador de Portugal em França durante a Guerra Peninsular e a transferência da corte para o Brasil.

## Biografia
Nascido em Lisboa, no ano de 1767, foi o filho de Tomás Xavier de Lima, Visconde de Vila Nova de Cerveira, Marquês de Ponte de Lima e primeiro-ministro de Portugal, e sua esposa, Eugénia Maria Josefa de Bragança (filha de Fernão Teles da Silva, 4º Marquês de Alegrete, e Maria Josefa de Menezes).
Desde jovem, filho segundo, não foi destinado a herdar os títulos de seu pai; entretanto, após servir politica e militarmente o reino de Portugal, foi nomeado Conde de Mafra por D. Maria II de Portugal.

## Missão diplomática em Londres (1801–1803)
D. Lourenço de Lima foi nomeado enviado extraordinário e ministro plenipotenciário junto à corte de São Jaime em 6 de janeiro de 1801, sucedendo João de Almeida Melo e Castro, 5.° Conde das Galveias. A sua principal missão era obter do governo britânico apoio financeiro e militar para que Portugal pudesse enfrentar a iminente ameaça de invasão estrangeira. No entanto, as suas diligências não foram bem-sucedidas, tendo o governo britânico recusado consistentemente fornecer os recursos solicitados.
Em 15 de julho de 1801, dirigiu um ofício ao ministro dos Negócios Estrangeiros em Lisboa, relatando o tratamento pouco cordial que havia recebido, e criticando abertamente o carácter mercantilista e interesseiro da política britânica. Sentindo-se desconsiderado e ignorado pelo governo britânico, D. Lourenço de Lima solicitou a sua transferência, a qual foi concedida em 1803, sendo nomeado para a legação portuguesa em Madrid. Contudo, durante a passagem por Lisboa, acabou por ser designado para uma nova missão em Paris, nunca chegando a tomar posse do posto na capital espanhola.
A sua permanência em Londres, enquanto chefe da missão diplomática portuguesa, durou cerca de dois anos, entre o início de 1801 e meados de 1803.

## Descendentes
Não se casou, pois considerava o casamento algo fútil, tolo e sem sentido, mas teve uma ligação com Céléstine Clémence Étiennete de Laborde de Montpezat, esposa de um adido napoleónico em Portugal (filha de Jean de Laborde, conde de Monpezat, e Judith-Jeanne Ferrier; Céléstine seria tia-bisavó de Henrique, príncipe-consorte da Dinamarca). Dela, o primeiro conde de Mafra teve:
- João Severiano de Lima, casado, pai de António Augusto de Lima e Bernardino de Lima.